# Фалконара Албанезе
Фалконара Албанезе је насеље у Италији у округу Козенца, региону Калабрија.
Према процени из 2011. у насељу је живело 495 становника. Насеље се налази на надморској висини од 603 м.

## Становништво
Према резултатима пописа становништва 2011. у општини је живело 1.405 становника.
| 1951. | 1961. | 1971. | 1981. | 1991. | 2001. | 2011. |
| ----- | ----- | ----- | ----- | ----- | ----- | ----- |
| 1.936 | 1.986 | 1.510 | 1.420 | 1.434 | 1.416 | 1.405 |